# Osvaldo Barsottini
Osvaldo Rubén Barsottini (Tandil, 23 agosto 1981) è un allenatore di calcio ed ex calciatore argentino, di ruolo difensore.

## Caratteristiche tecniche
È un difensore centrale.